# Goldener Spatz 2021

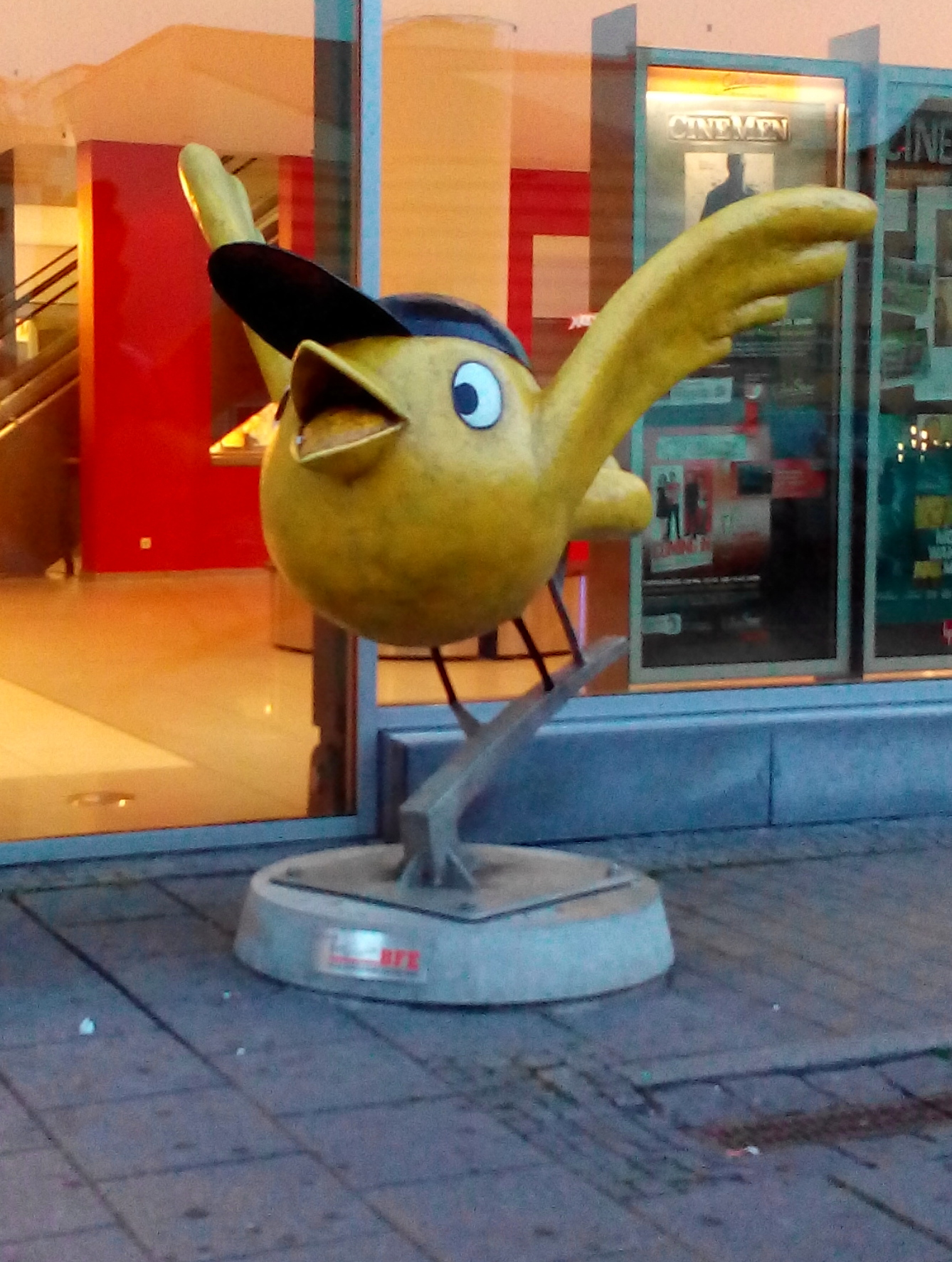
Goldener Spatz vor dem Kino F1

Das 29. Deutsche Kinder Medien Festival Goldener Spatz fand vom 6. bis 12. Juni 2021 als Online-Ausgabe statt. Die Kinderjury reiste nach Gera an, um die Filmbeiträge vor Ort zu sichten. Die Preisverleihung fand am 11. Juni in Erfurt statt.

## Beschreibung
Aufgrund der Regelungen zur Begrenzung der Ausbreitung des Corona-Virus konnten Interessierte das Festivalprogramm in einer digitalen Festivalversion abrufen. Während des Festivals konnten eine Vielzahl an Fachveranstaltungen, medienpädagogische Workshops & Networking-Events sowie die digitale Festivalerlebniswelt SpatzTopia besucht werden. Die Film- und TV-Beiträge konnten bis 20. Juni 2021 gestreamt werden.
Die digitale Festivalausgabe über die Seite www.goldenerspatz-online.de konnte in dem Zeitraum ca. 55.000 Seitenaufrufe von über 11.800 Nutzern verzeichnen.
Insgesamt liefen 40 Film- und Fernsehbeiträge im Festivalprogramm. 33 der Filmbeiträge waren Teil des Wettbewerbs Kino-TV.
Die Kinderjury Kino-TV sowie die Kinderjury DIGITAL waren vor Ort, um gemeinsam im Metropolkino Gera die Wettbewerbsbeiträge zu sichten und die digitalen Angebote zu testen. Anschließend an die Filmvorführungen wurden insgesamt etwa 60 Filmschaffende zum virtuellen Filmgespräch zugeschaltet.
Die Hauptpreise – die Goldenen Spatzen – wurden in den fünf Kategorien Langfilm, Kurzfilm, Serie/Reihe Live-Action, Information/Dokumentation/Dokumentarfilm und Unterhaltung verliehen. Zudem wurde ein Goldener Spatz für die beste Darstellerin vergeben. Im Wettbewerb Digital waren zehn Angebote für den Goldenen Spatz nominiert.

## Preisträger

### Preise der Kinderjury Kino-TV
- Langfilm: Mission Ulja Funk

- an den „Langfilm“ gekoppelt: Preis des Thüringer Ministerpräsidenten für den Regisseur von „Mission Ulja Funk“: Barbara Kronenberg

- Serie/Reihe Live-Action: Die Erben der Nacht: Der Funke erwacht

- Unterhaltung: Ninja Warrior Germany – die stärkste Show Deutschlands Kids: Folge 1

- Information/Dokumentation/Dokumentarfilm: Seepferdchen

- Kurzfilm: Fuchs für Edgar

- Beste Darstellerin: Charlotte Krause für ihre Rolle in Die Hexenprinzessin

### Preis der Kinderjury Digital
- Wettbewerb Digital – „Gute Geschichten-digital erzählt“: El Hijo – A Wild West Tale

### Preis des MDR Rundfunkrates
gemeinsam vergeben mit der Autorin Beate Völcker
- Für das beste Drehbuch: Stefan Westerwelle & Hannah Schweier für den Beitrag Into the Beat – Dein Herz tanzt

### Publikumspreis
- Für den besten Jugendfilm: Das schaurige Haus von Daniel Prochaska